# District de Sangarará
Au Pérou, le district de Sangarará est l’un des sept districts de la province d'Acomayo située dans le département de Cusco.